# Sarothra
- Commons
- Wikispecies

Sarothra L. é um género botânico pertencente à família Clusiaceae.

## Sinonímia
- Hypericum L.

## Espécies
- Sarothra drummondii
- Sarothra gentianoides
- Sarothra japonica
- Lista completa

## Classificação do gênero
| Sistema | Classificação                     | Referência               |
| ------- | --------------------------------- | ------------------------ |
| Linné   | Classe Pentandria, ordem Trigynia | Species plantarum (1753) |